# Brenda Starr, Reporter
Pour les articles homonymes, voir Brenda Starr et Starr.
Brenda Starr, Reporter est un comic strip créé par Dale Messick et publié de 1940 à 2011.

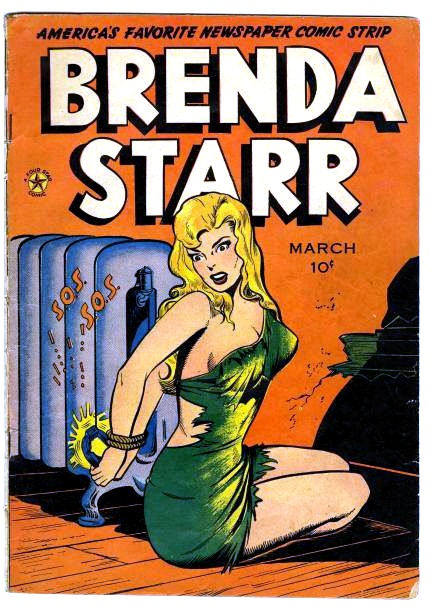
Couverture de Brenda Starr (mars 1947).

## Historique de publication
En 1940, Dale Messick propose à l'éditeur du journal Daily News et directeur du Chicago Tribune Syndicate, Captain Joseph Patterson, un comic strip intitulé Brenda Starr, Reporter. Dans un premier temps, le strip est rejeté par celui-ci pour l'unique raison, que l'auteur est une femme. Le Saturday Evening Post en 1960 explique que selon lui : « He had tried a woman cartoonist once[...] and wanted no more of them »,. Finalement, l'œuvre est acceptée mais elle est publiée sous forme d'un mini comic book ajouté au journal. C'est Mollie Slott, l'assistante du responsable et qui prendra la tête du Chicago Tribune Syndicate par la suite, qui parvient à le convaincre de publier le strip dans un format classique, tout d'abord uniquement dans le journal du dimanche puis chaque jour de la semaine. Patterson accepte difficilement que le strip soit diffusé mais le refuse dans son journal. Malgré le succès du strip, c'est seulement en 1948, deux ans après la mort de Patterson, que Brenda Starr apparaîtra dans le Daily News. La série est un succès et Dale Messick garde le strip jusque dans les années 1980. Elle laisse d'abord le dessin à Ramona Fradon, en 1980, puis le scénario à Linda Sutter en 1982. Celle-ci est ensuite remplacée en 1985 par la journaliste Mary Schmich. Ramona Fradon laisse en 1995 le strip qui est repris par June Brigman. La série s'achève le 2 janvier 2011.

## Personnage
La série suit les aventures et les amours de Brenda Starr, qui est conduite par son métier de reporter à parcourir le monde. L'autre personnage important de la série est Basil St. John, le fiancé de Brenda. Ils finissent par se marier au milieu des années 1970.

## Réception
La série connaît rapidement le succès comme le montre le changement de format et la présence du strip dans les journaux de la semaine et ceux du dimanche. Cependant, Dale Messick n'est pas reconnue par ses pairs avant le milieu des années 1970. Trina Robbins explique cela par le fait que pour la première fois, une femme osait s'aventurer dans un genre que les auteurs considéraient comme leur chasse gardée, le comic strip d'aventure. En effet, depuis Rose O'Neill, l'autrice du premier comic strip dessiné par une femme, les dessinatrices sont cantonnés à des genres jugés comme féminins : strips mettant en scène des jeunes femmes (les flappers des années 1920), de mignons enfants ou des femmes âgées et des animaux. Brenda Starr est une reporter qui vit des aventures semblables à celles des hommes dans les comic strips. De plus, cette héroïne ne se contente pas de passer d'un continent à l'autre. Dale Messick n'oublie pas le romantisme ni que le personnage est une femme. Cela lui vaut un lectorat féminin fidèle comme le montre le nombre de lettres et de coups de téléphone reçu par la rédaction du Tucson Daily Citizen qui avait arrêté la parution du strip ; la majorité des personnes mécontentes étaient des femmes.

## Produits dérivés
En 1964, le fabricant de poupées américain, Madame Alexander Doll Company (en), crée la poupée mannequin de 30 cm, Brenda Starr, ainsi que des habillages vendus séparément. Sa production est de courte durée. En 1999, Effanbee Doll Company, une autre société américaine, commercialise une nouvelle poupée mannequin de 39 cm, représentant Brenda Starr. Cette nouvelle version comprend quatre poupées vendues toutes habillées, sans tenues supplémentaires. Après son rachat par Tonner Doll Company, celle-ci relance la licence en 2004.

## Adaptations
- Un sérial dont le premier épisode sort le 26 janvier 1945 avec Joan Woodbury dans le rôle-titre.
- Un film sorti en 1989 avec Brooke Shields
- Quelques comic books publiés par Charlton Comics, Dell Comics, etc[1].